# Catherine Naglestad
Catherine Naglestad est une artiste lyrique soprano américaine.

## Biographie et carrière
Catherine Naglestad est née à San Jose en Californie en 1965 dans une famille d'origine scandinave. Après avoir été diplômée (Bachelor of Music ) du conservatoire de San Francisco (États-Unis), elle poursuit sa formation en Europe (Rome et Milan) et à New York. Elle est, entre autres, renommée pour son interprétation du rôle-titre dans Norma de Bellini, rôle qu'elle a chanté sur de nombreuses scènes dans le monde. Elle est mariée au baryton allemand Michael Ebbecke qu'elle a rencontré sur Pagliacci (Paillasse), l'opéra de Ruggero Leoncavallo.
Alors qu'elle n'a pas fini ses études musicales, Catherine Naglestad chante dans le chœur de Carmen. Le ténor Plácido Domingo qui interprète Don José, la remarque et lui conseille de devenir soliste. Il lui facilite le passage d'auditions, notamment en Allemagne.
En septembre 2006, elle a chanté Salomé à l'opéra Bastille à Paris. En juillet 2010, durant les chorégies d'Orange, elle interprète le rôle-titre dans Tosca de Giacomo Puccini aux côtés du ténor Roberto Alagna. Elle a été choisie pour ce rôle par la metteuse en scène Nadine Duffaut qui l'avait remarquée alors qu'elle chantait Manon Lescaut à Marseille.
L'agent artistique de Catherine Naglestadt est l'agence londonienne HarrisonParrott, précédemment son agent était l'agence Suisse Artistman.

## Vidéographie
- Haendel, Alcina - Rôle : la magicienne Alcina

Staatsopernchor and Staatsorchester Stuttgart (Chœur et Orchestre d’État de Stuttgart) - Chef d'orchestre : Alan Hacker - Mise en scène : Jossi Wieler, Sergio Morabito
Avec Alice Coote, Helen Schneidermann, Heinz Gerger, Michael Ebbecke
Arthaus Musik, 1999 - Durée : 159 minutes - ASIN : B00005YTLG
- Mozart, Die Entführung aus dem Serail (L’Enlèvement au sérail) - Rôle : Konstanze, la fiancée de Belmonte

Staatsopernchor and Staatsorchester Stuttgart (Chœur et Orchestre d’État de Stuttgart) - Chef d'orchestre : Lothar Zagrosek - Mise en scène : Hans Neuenfels
Avec Kate Ladner, Matthias Klink, Heinz Göhrig, Roland Bracht
Arthaus Musik, 2001 - ASIN : B00005MKOX
Nota : DVD Région 1 (USA et Canada)
- Mozart, La clemenza di Tito (La Clémence de Titus) - Rôle : Vitellia, la fille de l'empereur destitué Vitellius

Chœurs et Orchestre de l’Opéra de Paris - Chef d'orchestre : Sylvain Cambreling - Mise en scène : Ursel et Karl-Ernst Herrmann
Avec Susan Graham, Hannah Esther Minutillo, Ekaterina Syurina, Christophe Prégardien, Roland Bracht
Opus Arte, 2005 - Durée : 212 minutes
- Christoph Willibald Gluck, Alceste - Rôle : Alceste

Staatsoper Stuttgart (Orchestre d’État de Stuttgart) - Chef d'orchestre : Constantinos Carydis - Mise en scène : Jossi Wieler, Sergio Morabito
Arthaus Musik, (2006) - Durée : 165 minutes - ASIN : B000L42J3G
- Richard Wagner, Der Fliegende Holländer - Rôle : Senta

Orchestre philharmonique des Pays-Bas (en) - Chef d'orchestre : Hartmut Haenchen - Mise en scène : Martin Kušej
Avec Juha Uusitalo, Robert Lloyd, Marco Jentzsch, Marina Prudenskaja, Oliver Ringelhahn
Opus Arte, 2010 - Durée : 167 minutes - ASIN : B004Q2TWKM